# Federación Nicaragüense de Fútbol
La Federación Nicaragüense de Fútbol (FENIFUT Nicaragua) es el máximo organismo rector del fútbol en Nicaragua y está afiliada a la FIFA desde 1950 y a la Concacaf desde 1968. Además, se encarga de la organización de las ligas de fútbol en sus categorías de Liga de Ascenso, Segunda División y Tercera División, así como de los partidos oficiales y amistosos de la Selección de fútbol de Nicaragua en sus distintas categorías.

## Historia
Nombrada como tal en 1958, se considera como fecha de su fundación el 3 de noviembre de 1931 cuando se creó la "Secretaría General de Fútbol" por la "Comisión Nacional de Deportes", su primer secretario general designado fue Thomas Cranshaw, con Carlos Pacheco Rodríguez como secretario asistente.
En el Congreso realizado en Río de Janeiro, los días 22 y 23 de junio de 1950, por gestión del secretario de la Comisión Nacional de Deportes, señor José Benito Ramírez, Nicaragua fue aceptada como miembro afiliado de la FIFA.

## Estructura Organizacional
| Miembro                             | Cargo                                         |
| ----------------------------------- | --------------------------------------------- |
| Presidente                          | Manuel Salvador Quintanilla Martínez          |
| Vicepresidente                      | Lic. Guillermo José Lopez Lacayo              |
| Secretario General                  | Lic. José María Bermúdez Espinoza             |
| Finanzas                            | Gloria Abud                                   |
| Gerente de Selecciones              | David Cuarezma                                |
| Asistente de Gerente de Selecciones | Ing. Jason Baltodano                          |
| Director Técnico                    | {Marco Antonio (El Fantasma) Figueroa}(Chile) |
| Coordinador de Futsal               | Manuel Reyes                                  |
| Representante del Fútbol Femenino   | Dalila Johana López Sánchez                   |
| Delegado por los árbitros           | Donald José Campos Guido                      |
| Jefe de Prensa                      | Moisés Ávalos                                 |
| Content Manager y fotógrafo         | Lic. Leonel Rodríguez Ramírez                 |
| Social Media Manager                | Lic. Méndelson Nicoya                         |

## Sistema de Campeonatos Nacionales de FENIFUT
La FENIFUT es la encargada de la organización de las distintas categorías de los campeonatos de fútbol de Nicaragua. Organiza un total de 15 Ligas, en las cuales participan más de 260 clubes a lo largo de cada temporada futbolística.

Campeonatos Masculinos
- Liga de Ascenso:

Es la competencia de mayor jerarquía dentro de la estructura de los Campeonatos Nacionales de Fenifut, siendo la antesala para la Primera División de Nicaragua. En Liga de Ascenso Participan 14 clubes divididos en dos grupos de siete. Asciende un equipo de forma directa a Liga Primera, y otro club disputa la eliminatoria de repechaje. Desciende un club de forma directa a Liga Segunda División y otros dos clubes disputan la eliminatoria de ascenso.
- Liga Segunda División de Nicaragua:

Es la tercera competencia en prestigio dentro de la estructura de los Campeonatos Nacionales de Fenifut. Participan 32 clubes divididos en cuatro grupos de ocho. Asciende un equipo de forma directa a Liga de Ascenso, y otros dos clubes disputan la eliminatoria de repechaje . Descienden cuatro clubes de forma directa a Liga Tercera División y otros cuatro clubes disputan la eliminatoria de ascenso. 
- Liga Tercera División de Nicaragua:

Es la cuarta competencia en prestigio dentro de la estructura de los Campeonatos Nacionales de Fenifut. Participan 40 clubes divididos en cuatro grupos de diez. Ascienden cuatro equipo de forma directa a Liga Segunda, y otros cuatro clubes disputan la eliminatoria de repechaje. Descienden cuatro clubes de forma directa a sus respectiva liga departamentales y otros cuatro clubes disputan la eliminatoria de ascenso.

## Redes sociales oficiales
Redes sociales: Facebook, Twitter e Instagram: Fenifut Nicaragua 
- Sitio web oficial
- Federación Nicaragüense de Fútbol en Facebook
- Federación Nicaragüense de Fútbol en X (antes Twitter)
- Federación Nicaragüense de Fútbol en Instagram
  - Perfil oficial de Nicaragua en Concacaf.com
  - Perfil oficial de Nicaragua en FIFA.com

- Datos: Q2287945